# Saint-Maur-sur-le-Loir
Saint-Maur-sur-le-Loir é uma comuna francesa na região administrativa do Centro, no departamento Eure-et-Loir. Estende-se por uma área de 16,2 km². Em 2010 a comuna tinha 409 habitantes (densidade: 25,2 hab./km²).